# Covas do Barroso
Covas do Barroso is een plaats (freguesia) in de Portugese gemeente Boticas en telt 348 inwoners (2001). Rondom het dorp is er lithiumrijke grond.  Het Britse bedrijf Savannah Resources heeft een concessie voor 800 hectare, en meer gegadigden worden verwacht.